# 阿爾芒·達隆維爾
阿爾芒·奧克塔夫·馬里·達隆維爾（法語：Armand Octave Marie d'Allonville；1809年1月21日—1867年10月19日），是一位法國陸軍將領，他指揮騎兵部隊在法國征服阿爾及利亞與克里米亚战争中作戰，曾在英軍貿然地發動輕騎兵旅的衝鋒時，果斷地幫助英軍奪下高地上的俄軍火砲，並掩護其撤退。
達隆維爾於1830年加入法軍騎兵部隊，在1838年被派往阿爾及利亞作戰，因在斯馬拉河戰役及伊斯利战役的出色表現而被頒發榮譽軍團勳章。1851年12月2日，他指揮部隊進駐巴黎，幫助路易·波拿巴發動政變稱帝。在克里米亞戰爭中，他指揮法軍騎兵贏得多場突擊戰，被授予榮譽軍團大軍官勳章、巴斯勳章等榮譽。之後，他退出現役，先擔任參謀人員與騎兵委員會主席，後成為議會議員，在1867年10月19日去世。

## 生平

### 早年
阿爾芒·達隆維爾於1809年1月21日出生在法蘭西帝國控制下的威斯特法倫王國漢諾威的一個法國裔家庭，父親安托萬·讓·巴蒂斯特·達隆維爾（Antoine Jean Baptiste d'Allonville）是一位子爵，母親是塞萊斯特·奧克塔維·德拉·布爾多奈（Céleste Octavie de La Bourdonnaye），

## 註腳
1. ↑  Faucon（1890年），第8页